# Макаровка (Рузаєвський район)
Мака́ровка (рос. Макаровка, ерз. Макаровка) — присілок у складі Рузаєвського району Мордовії, Росія. Входить до складу Русько-Баймаковського сільського поселення.

## Населення
Населення — 1 особа (2010; 1 у 2002).
Національний склад (станом на 2002 рік):
- мокшани — 100 %